# Horaser Wiesen
Das Naturschutzgebiet Horaser Wiesen liegt auf dem Gebiet der Stadt Fulda im osthessischen Landkreis Fulda.
Das Gebiet erstreckt sich südwestlich von Aschenberg und nordöstlich von Maberzell – beide Stadtteile von Fulda – entlang der Fulda. Westlich des Gebietes verläuft die Kreisstraße K 116, nördlich die Landesstraße L 3143, östlich die L 3139 und am südöstlichen Rand die B 254.

## Bedeutung
Das 55,75 ha große Gebiet steht seit dem Jahr 1995 unter der Kennung 1631031 unter Naturschutz.